# Выборы в Югославии (2000)
Всеобщие выборы были проведены в Югославии 24 сентября 2000 года. Это были первые свободные выборы в Югославии (Сербии и Черногории) после распада СФРЮ в 1992 году, и первые свободные прямые выборы любого рода проводившееся в этой стране с 1927 года.
На президентских выборах, официальные результаты изначально показали что Воислав Коштуница из Демократической оппозиции опередил действующего президента Слободана Милошевича из Социалистической партии Сербии в первом туре голосования, однако не набрал 50.01 процентов, необходимых, чтобы избежать второго тура выборов. Тем не менее, Коштуница заявил, что он был не только впереди, но превысил 50 % барьер на лишь несколько тысяч голосов за порог, чтобы выиграть в первом туре. Стихийные акции протеста вспыхнули в поддержку Коштуницы и Милошевич был вынужден уйти в отставку 7 октября и уступить пост президента Коштуницы. Были пересмотрены итоги, что Коштуница действительно одержал победу в первом туре-с 50,2 процента голосов.
Правительство и парламент Черногории бойкотировали выборы . Однако в Черногории проголосовало 400 тыс. избирателей.
Также выборы не были проведены на большей части Косова.
В Федеральном собрании Демократическая оппозиция стала крупнейшей партией в палате граждан, в то время как Социалистическая народная партия Черногории выиграли большинство мест в палате республик.

## Результаты

### Президент
| Кандидат                                                          | Партия                                                            | Официальные результаты (28 сентября 2000) | Официальные результаты (28 сентября 2000) | Официальные результаты (10 октября 2000) | Официальные результаты (10 октября 2000) |
| Кандидат                                                          | Партия                                                            | Голосов                                   | %                                         | Голосов                                  | %                                        |
| ----------------------------------------------------------------- | ----------------------------------------------------------------- | ----------------------------------------- | ----------------------------------------- | ---------------------------------------- | ---------------------------------------- |
| Воислав Коштуница                                                 | Демократическая оппозиция Сербии                                  | 2,474,392                                 | 48.96                                     | 2,470,304                                | 50.24                                    |
| Слободан Милошевич                                                | Социалистическая партия Сербии                                    | 1,951,761                                 | 38.62                                     | 1,826,799                                | 37.15                                    |
| Томислав Николич                                                  | Сербская Радикальная Партия                                       | 292,759                                   | 5.79                                      | 289,013                                  | 5.88                                     |
| Воислав Михаилович                                                | Сербское Движение Обновления                                      | 146,585                                   | 2.90                                      | 145,019                                  | 2.95                                     |
| Миодраг Видойкович                                                | Позитивные Стороны                                                | 46,421                                    | 0.92                                      | 45,964                                   | 0.93                                     |
| Итого действительных голосов (процент от общего числа голосов)    | Итого действительных голосов (процент от общего числа голосов)    | 4,911,918                                 | 97.20                                     | 4,778,929                                | 97.19                                    |
| Недействительных бюллетеней (в процентах от общего числа голосов) | Недействительных бюллетеней (в процентах от общего числа голосов) | 135,371                                   | 2.68                                      | 137,991                                  | 2.81                                     |
| Всего проголосовало (явка)                                        | Всего проголосовало (явка)                                        | 5,053,428                                 | 69.70                                     | 4,916,920                                | 71.55                                    |
| Избирателей                                                       | Избирателей                                                       | 7,249,831                                 | /                                         | 6,871,595                                | /                                        |

### Палата граждан
| Участник                                    | Голосов   | %      | Мест   |
| Сербия                                      | Сербия    | Сербия | Сербия |
| ------------------------------------------- | --------- | ------ | ------ |
| Демократическая оппозиция Сербии            | 2,040,646 | 45.0   | 58     |
| Социалистическая партия Сербии              | 1,532,841 | 33.8   | 44     |
| Сербская Радикальная Партия                 | 406,196   | 9.0    | 5      |
| Союз венгров Воеводины                      | 46,768    | 1.0    | 1      |
| Другие партии                               | 496,471   | 11.0   | 0      |
| Недействительные/пустые голоса              | 226,108   | -      | -      |
| Общая                                       | 4,759,030 | 100    | 108    |
| Зарегистрированных избирателей/явка         | 6,395,862 | 74.4   |        |
| Черногория                                  |           |        |        |
| Социалистическая народная партия Черногории | 104,198   | 83.9   | 28     |
| Партия сербского народа                     | 8,048     | 6.5    | 2      |
| Другие партии                               | 12,018    | 9.6    | 0      |
| Недействительные/пустые голоса              | 2,043     | -      | -      |
| Общая                                       | 126,307   | 100    | 30     |
| Зарегистрированных избирателей/явка         | 437,876   | 28.8   |        |
| Источник: Nohlen & Stöver                   |           |        |        |

### Палата республик
| Участник                                         | Голосов   | %      | Мест   |
| Сербия                                           | Сербия    | Сербия | Сербия |
| ------------------------------------------------ | --------- | ------ | ------ |
| Демократическая оппозиция Сербии                 | 2,092,799 | 46.2   | 10     |
| Социалистическая партия Сербии-Югославские левые | 1,479,583 | 32.6   | 7      |
| Сербская Радикальная Партия                      | 472,820   | 10.4   | 2      |
| Сербское Движение Обновления                     | 281,153   | 6.2    | 1      |
| Другие партии                                    | 206,567   | 4.6    | 0      |
| Недействительные/пустые голоса                   | 226,108   |        |        |
| Общая                                            | 4,759,030 | 100    | 20     |
| Зарегистрированных избирателей/явка              | 6,395,862 | 74.4   |        |
| Черногория                                       |           |        |        |
| Социалистическая народная партия Черногории      | 103,425   | 83.2   | 19     |
| Партия сербского народа                          | 9,495     | 7.6    | 1      |
| Другие партии                                    | 11,344    | 9.2    | 0      |
| Недействительные/пустые голоса                   | 2,043     |        |        |
| Общая                                            | 126,307   | 100    | 20     |
| Зарегистрированных избирателей/явка              | 437,876   | 28.8   |        |
| Источник: Nohlen & Stöver                        |           |        |        |